# Powiat dobromilski

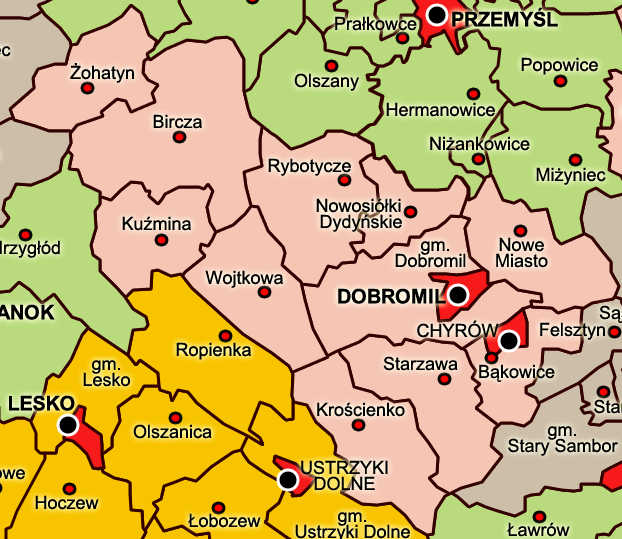

Powiat dobromilski – powiat II Rzeczypospolitej w latach 1918–1939. 
Powiat był kontynuacją galicyjskiego powiatu dobromilskiego.
W 1921 powiat posiadał powierzchnię 901 km² i liczył 73 259 osób i należał do województwa lwowskiego.
1 kwietnia 1927 do powiatu dobromilskiego włączono gminy Błożew Górna, Koniów, Towarnia i Wołcza Dolna z powiatu starosamborskiego.
15 czerwca 1934 znacznie zmieniono południowo-wschodnią granicę powiatu dobromilskiego przez dołączenie do niej 10 jednostek z powiatu samborskiego w dwóch skupieniach: skupienie północne (miasto Chyrów i gminy jednostkowe Grodowice, Słochynie, Polana ze Śliwnicą, Bąkowice i Suszyca Wielka) i skupienie południowe (Libuchowa, Rosochy, Terło Rustykalne i Terło Szlacheckie). Wyeliminowano w ten sposób specyficzną protruzję powiatu dobromilskiego wrzynającą się w głąb powiatu samborskiego, którą stanowiły Smereczna, Prinzenthal i Starzawa. 1 sierpnia 1934 r. dokonano nowego podziału powiatu na (zbiorcze) gminy wiejskie, utworzone z dotychczasowych gmin jednostkowych (wieś=gmina), pochodzących jeszcze z czasów Austro-Węgier.
Po wojnie większa część powiatu pozostała w Polsce, jednakże miasta Dobromil i Chyrów, gminy Nowe Miasto, Bąkowice i Starzawa, wschodnie części gmin Dobromil i Krościenko oraz północno-wschodni fragment gminy Nowosiółki Dydyńskie weszły w skład ZSRR.

## Starostowie
- Adam Skarżyński (od 1926)[4]
- Henryk Kassala (do 1926[5], 1930[6][7]
- Józef Libucha (do 1936)[8]
- Władysław Petzelt (od 1936)

Zastępcy
- Kazimierz Jacewicz (od 1930)[9]

## Gminy w 1934 roku
(P) = w 1945 roku w całości lub w części w Polsce
- miasto Dobromil
- miasto Chyrów
- gmina Bąkowice
- gmina Bircza (P)
- gmina Dobromil (P)
- gmina Krościenko (P – 1952 r.)
- gmina Kuźmina (P)
- gmina Nowe Miasto
- gmina Nowosiółki Dydyńskie (P)
- gmina Rybotycze (P)
- gmina Starzawa
- gmina Wojtkowa (P)
- gmina Żohatyn (P)

Powiat funkcjonował do 1945, kiedy to w związku z ostatecznym ustaleniem granicy państwowej Polski przestał istnieć.
Większość gmin zachodniej części powiatu włączono do powiatu przemyskiego, a wschodnią do rejonu starosamborskiego obwodu drohobyckiego USRR.

## Miejscowości
Decyzją Ministra Spraw Wewnętrznych zostały zmienione nazwy miejscowości z niemieckich na polskie od 11 marca 1939:
- Sokołów Dobromilski (wcześniej Falkenberg)
- Radyczówka (wcześniej Rosenburg)

## Terytorium powiatu
Do powiatu należał cały obszar obecnej gminy Bircza, część terenu gminy Dubiecko, gminy Fredropol i gminy Ustrzyki Dolne, oraz część rejonu starosamborskiego Ukrainy.
Były to miejscowości: Arłamów, Bąkowice, Bircza, Błozew Dolna, Błozew Górna, Boguszówka, Boniowice, Borownica, Borysławka, Brzeżawa, Brzuska, Chyrów, Dobromil, Dobrzanka, Falkenberg, Grabownica Wólczańska, Grąziowa, Grodowice, Grodzisko, Hubice, Hujsko, Huta Brzuska, Huwniki, Jamna Dolna, Jamna Górna, Jasienica Sufczyńska, Jawornik Ruski, Jureczkowa, Kalwaria Pacławska, Katyna Ruska, Katyna Szlachecka, Kniażpol, Komarowice, Koniów, Kopysno, Korzeniec, Kotów, Krajna, Kreców, Kropiwnik, Krościenko, Kuźmina, Kwaszenina, Lachawa, Lacko, Leszczawa Dolna, Leszczawa Górna, Leszczawka, Leszczyny, Lipa, Łodzinka Dolna, Łodzinka Górna, Łomna, Łopuszanka, Łopusznica, Makowa, Malawa, Michowa, Nanowa, Nowa Wieś, Nowe Miasto, Nowosielce Kozickie, Nowosiółki Dydyńskie, Wyżne, Pacław, Paportno, Piątkowa Ruska, Polana, Posada Nowomiejska, Posada Rybotycka, Prinzenthal, Przedzielnica, Rosochy, Rosenburg, Rozpucie, Roztoka, Rudawka, Rybotycze, Słochynie, Smolnica, Sopotnik, Stara Bircza, Starzawa, Stebnik, Steinfels, Sufczyna, Suszyca, Tarnawa, Tarnawka, Terło, Towarnia, Trójca, Truszowice, Trzcianiec, Wojtkowa, Wojtkówka, Wola Korzeniecka, Wola Krecowska, Wolica, Żohatyn.